# China Central

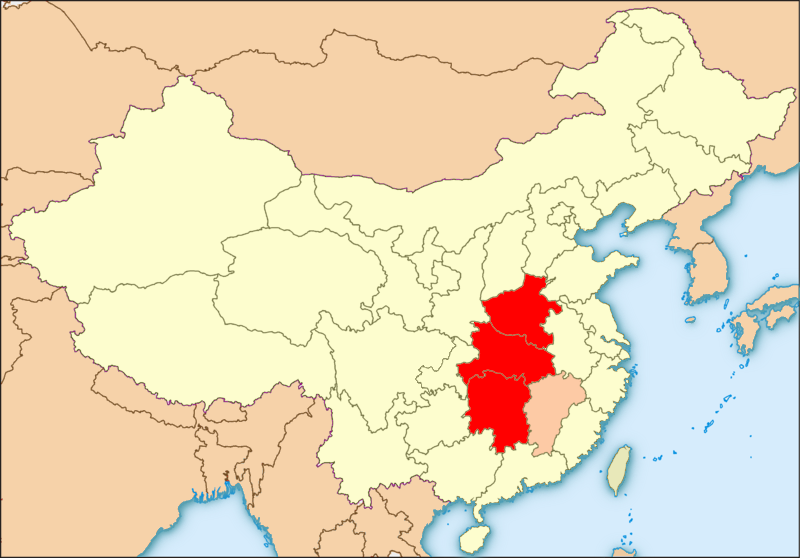
Região central da China.

Verde = Plano de Ascensão da China Central

China Central (chinês tradicional: 華中, chinês simplificado: 华中, pinyin: Huázhōng, lit. ‘Huaxia-meio’) é uma região geográfica e cultural vagamente definida que inclui as províncias de Henan, Hubei e Hunan. Às vezes, Jiangxi também é considerado parte desta região. A China Central é agora oficialmente parte da China Central-Sul governada pela República Popular da China. No contexto do Plano de Ascensão da China Central pelo Conselho de Estado da República Popular da China em 2004, as províncias vizinhas, incluindo Shanxi, Anhui, também foram definidas como regiões de zonas de desenvolvimento da China Central.

## Divisões administrativas
| GB    | ISO N.º | Província | Nome chinês        | Capital   | População  | Densidade | Área    | Abreviação | Símbolo |
| ----- | ------- | --------- | ------------------ | --------- | ---------- | --------- | ------- | ---------- | ------- |
| Yù    | 41      | Honã      | 河南省 Hénán Shěng | Zhengzhou | 94,023,567 | 563.01    | 167,000 | HA         | 豫      |
| È     | 42      | Hubei     | 湖北省Húběi Shěng  | Wuhan     | 57,237,740 | 307.89    | 185,900 | HB         | 鄂      |
| Xiāng | 43      | Hunão     | 湖南省Húnán Shěng  | Changsha  | 65,683,722 | 312.77    | 210,000 | HN         | 湘      |

## Cidades com área urbana superior a um milhão de habitantes
Capitais provinciais em negrito.
| # | Cidade    | Área urbana | Área do distrito | Cidade propriamente dita | Prov. | Data do censo |
| - | --------- | ----------- | ---------------- | ------------------------ | ----- | ------------- |
| 1 | Wuhan     | 7.541.527   | 9.785.388        | 9.785.388                | HB    | 01-11-2010    |
| 2 | Zhengzhou | 3.677.032   | 4.253.913        | 8.627.089                | AH    | 01-11-2010    |
| 3 | Changsha  | 2.963.218   | 3.092.213        | 7.040.952                | HN    | 01-11-2010    |
| 4 | Luoyang   | 1.584.463   | 1.926.079        | 6.549.941                | AH    | 01-11-2010    |
| 5 | Xiangfan  | 1.433.057   | 2.199.690        | 5.500.307                | HB    | 01-11-2010    |
| 6 | Hengyang  | 1.115.645   | 1.133.967        | 7.148.344                | HN    | 01-11-2010    |
| 7 | Yichang   | 1.049.363   | 1.411.380        | 4.059.686                | HB    | 01-11-2010    |